# Luftwaffenkommando 4
Das Luftwaffenkommando 4 war eine Kommandobehörde der Luftwaffe der Wehrmacht im Zweiten Weltkrieg. Es ging am 6. April 1945 aus der Luftflotte 4 hervor, war der Luftflotte 6 unterstellt und sollte die Heeresgruppe Süd an der Ostfront und den Oberbefehlshaber Südost auf dem Balkan unterstützen.
Am 8. Mai 1945, nach der bedingungslosen Kapitulation der Wehrmacht, wurde es aufgelöst.

## Personen

### Befehlshaber
| Dienstgrad          | Name           | von            | bis            |
| ------------------- | -------------- | -------------- | -------------- |
| Generaloberst       | Otto Deßloch   | 8. April 1945  | 27. April 1945 |
| General der Flieger | Paul Deichmann | 28. April 1945 | 8. Mai 1945    |

### Chef des Stabes
| Dienstgrad   | Name                 | von            | bis            |
| ------------ | -------------------- | -------------- | -------------- |
| Generalmajor | Karl-Heinrich Schulz | 8. April 1945  | 23. April 1945 |
| Oberst       | Richard Heuser       | 24. April 1945 | 8. Mai 1945    |

## Unterstellung
| Unterstellung | von           | bis         |
| ------------- | ------------- | ----------- |
| Luftflotte 6  | 8. April 1945 | 8. Mai 1945 |

## Unterstellte Verbände
| 8. April 1945 | direkt unterstellt   | 3./Fernaufklärungsgruppe 121, 1./Fernaufklärungsgruppe Nacht, Stab Fernaufklärungsgruppe 4 mit 2./Fernaufklärungsgruppe 11 und 3./Fernaufklärungsgruppe 33, III./Transportgeschwader 3, Kommando der Königlich-Ungarischen Luftwaffe, Deutscher Verbandsstab zur Königlich-Ungarischen Luftwaffe, Königlich-Ungarisches Sammel- und Ersatz-Regiment, Kommandierender General der Deutschen Luftwaffe in Ungarn |
| 8. April 1945 | 8. Jagd-Division     | 4./Nachtjagdgeschwader 100 |
| 8. April 1945 | 17. Flieger-Division | I./Schlachtgeschwader 2; Stab, 1., 2. und 3./Nachtschlachtgruppe 7; Stab, 1. und 2./Nahaufklärungsgruppe 12; Nahaufklärungsstaffel Kroatien |
| 8. April 1945 | 18. Flieger-Division | Stab, 2. und 3./Nahaufklärungsgruppe 14, 2./Nahaufklärungsgruppe 16; Stab, I. und II./Schlachtgeschwader 10, IV.(Pz)/Schlachtgeschwader 9; II./Jagdgeschwader 52, Stab/Jagdgeschwader 76, II./Jagdgeschwader 51, I./Jagdgeschwader 53; Stab, 1., 2. und 3. Nachtschlachtgruppe 5, 2./Nachtschlachtgruppe 10; Königlich ungarische 1. Flieger-Division, Ungarische Schlachtgruppe, Ungarische Jagdgruppe        |
| 8. April 1945 | V. Flak-Korps        | 24. Flak-Division, 7. Flak-Brigade |